# بريدجيت راديبي
بريدجيت راديبي (بالإنجليزية: Bridgette Radebe)‏ هي سيدة أعمال جنوب أفريقية، ولدت في 26 فبراير 1960 في جنوب أفريقيا.